# ویلیام اوفلیان
ویلیام اوفلیان (به انگلیسی: William Oefelein) فضانورد اهل کشور ایالات متحده آمریکا است که در ۲۹ مارس ۱۹۶۵ میلادی در فورت بلوویر، ویرجینیا زاده شد. وی در مأموریت اس‌تی‌اس-۱۱۶ حضور داشته است.